# Leif G.W. Persson
Leif Gustav Willy Persson, känd som Leif G.W. Persson, född 12 mars 1945 i Oscars församling i Stockholm, är en svensk kriminolog och författare, mest känd för sina deckare och framträdanden i tv och tidningar.

## Biografi
Leif G.W. Persson växte upp på Gärdet i Stockholm som son till Gustav Vilhelm Persson (1913–2001) och Margit Elisabeth, född Löfgren (1916–2008). Fadern var timmerman och grovarbetare medan modern var hemmafru. Familjen flyttade senare till Valhallavägen och Persson tog studenten på Norra Real. Initialerna GW lade han in i sitt namn 1972. Han inledde sina studier vid Stockholms universitet 1965, och under våren 1980 lade han fram sin doktorsavhandling i sociologi, vilken handlade om statistiska mätproblem inom kriminologin. År 1982 blev Persson docent vid Stockholms universitet, och han utnämndes 1991 till professor i "kriminologi med särskild inriktning på polisiära metoder och problem" vid Rikspolisstyrelsen.
Mellan åren 1967 och 1977 arbetade Persson som expert och rådgivare åt rikspolisstyrelsen. Han bekräftade för journalisten Peter Bratt att rikspolischefen Carl Persson skickat en promemoria till statsminister Olof Palme angående justitieminister Lennart Geijers samröre med prostituerade (vilket skulle kunna utgöra en säkerhetsrisk om den ledde till utpressning). Saken utvecklades i media till den så kallade Geijeraffären. Leif G.W. Persson förlorade då sin anställning på Rikspolisstyrelsen. Hans erfarenheter  från denna "affär" gav honom inspiration till  debutromanen Grisfesten.
Persson har varit lärare på Stockholms universitet och var 1991–2012 professor i kriminologi med inriktning mot polisforskning hos Rikspolisstyrelsen med fullmaktsanställning. Han lämnade sin tjänst med pension i samband med att han fyllde 67 år. Han har anlitats som sakkunnig på Justitiedepartementet. Hans doktorsavhandling och vetenskapliga arbeten handlar framför allt om smugglingsbrott. 
Persson gav författaren och journalisten Per Lindeberg stöd i dennes projekt inom journalistikforskningen, vilket senare utvecklades till boken Döden är en man som utkom 1999 och som handlar om styckmordsfallet i Solna 1984. Persson gjorde också, på polisens uppdrag, en så kallad gärningsmannaprofil om tänkbar förövare i fallet.
I september 2007 blev Persson kritiserad av bland andra förre rikspolischefen Björn Eriksson och Sven Åke Lindgren, professor vid Göteborgs universitet, för att inte ha redovisat några konkreta forskningsresultat eller handlett någon doktorand under 15 år sedan han tillträdde sin professur år 1991. Kritiken var, enligt Svenska Dagbladet, inte rättvisande eftersom forskningsuppdraget flyttades från Polishögskolan till BRÅ år 1998. I samband med detta fick Persson också en tjänst på BRÅ som han dock avslutade år 2002.  Persson förklarade att han inte fått vare sig forskningsuppdrag eller forskningsmedel av Rikspolisstyrelsen och Polishögskolan, och avsaknaden av resultat ska inte ha berott på att Persson var improduktiv då han istället redovisat sina analyser i form av rapporter, utredningar och kartläggningar. Den 17 maj 2008 meddelade sedan Persson via en krönika i Expressen att han skulle lämna sin tjänst vid Rikspolisstyrelsen, på grund av den pågående centraliseringen inom polisen och att han under 20 år talat för döva öron. Han riktade samtidigt  kritik mot utnämningen av Bengt Svenson till ny rikspolischef. Kritiken tillbakavisades av Bengt Svenson och Polisförbundets ordförande Jan Karlsen, samtidigt som den senare hävdade att det verkliga skälet till Perssons avhopp var att hans position blivit omöjlig på grund av föregående års kritik. Efter att han begärt en ny uppdragsgivare inom den kriminalpolitiska sektorn visade det sig dock att både justitieministern Beatrice Ask och den nytillträdde rikspolischefen hade betydligt mer gemensamt med Persson än vad som tidigare framkommit och han ombads stanna.

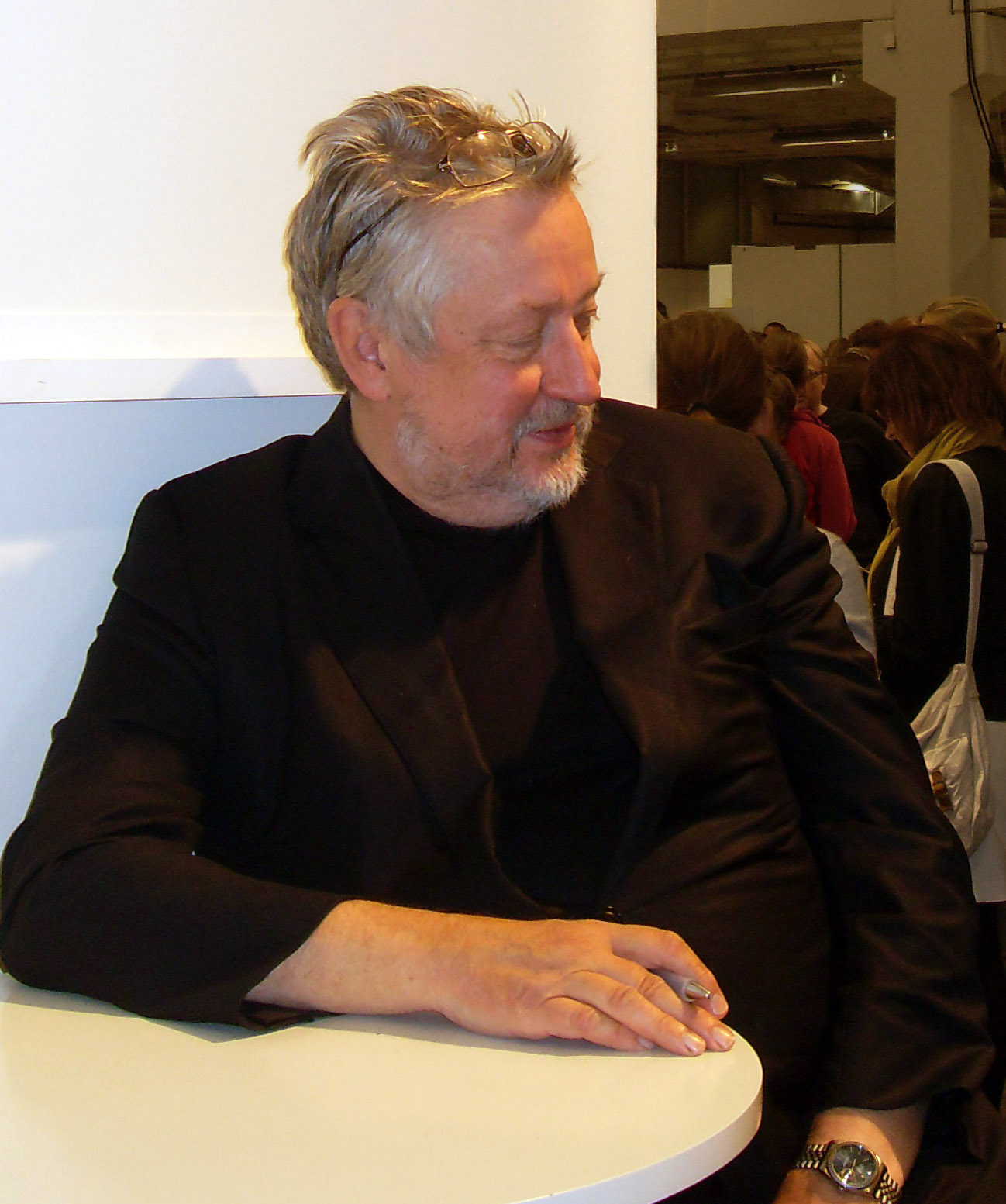
Leif G.W. Persson vid Bok- och Bibliotek-mässan i Göteborg 2005.

### TV-personlighet
Persson skapade tillsammans med Jan Guillou TV-programmet Grabbarna på Fagerhult, och gav i anslutning till det ut kokböcker, till exempel Grabbarnas Kokbok. Från 1998 till 2010 deltog han som kriminologisk expert i tv-programmet Efterlyst på TV3. Persson tog en tillfällig paus som expert i Efterlyst under första säsongen 2006. Han kommenterade avhoppet 2006 på följande vis: "Dels var jag allmänt trött och utarbetad. Det tar mer tid och kraft än man tror. Varje gång jag sa något hade jag en känsla av att jag hade hört mig säga det tio gånger tidigare." Han ångrade sig och kom tillbaka till nästa säsong igen. Hösten 2010 lämnade Persson Efterlyst för att tillsammans med Camilla Kvartoft leda Veckans brott på SVT.

### Kriminalromaner
Persson har skrivit flera samhällskritiska deckare, som han själv kallar En roman om ett brott och som har fiktiva huvudpersoner som Evert Bäckström, Bo Jarnebring och Lars Martin Johansson. 

### Hollywood
I februari 2012 tillkännagavs att det amerikanska produktionsbolaget 20th Century Fox har köpt rättigheterna till romansviten om rollfiguren Evert Bäckström från Linda - som i Lindamordet och Den som dödar draken, och att böckerna skulle bli tv-serie i USA. Persson uppgav för Dagens Nyheter att det för hans del rörde sig om omkring hundra miljoner på banken. Efter att TV-bolaget CBS först underkänt pilotavsnittet sände tv-bolaget Fox 13 avsnitt 2015 med Everett Backstrom, verksam som polis på Serious Crimes Unit i Portland, Oregon. Seriens skapare och delvis manusskrivare var Hart Hanson och huvudrollen spelades av Rainn Wilson.

### Familj och privatliv
Leif G.W. Persson var 1968–1980 gift med sjuksköterskan Birgitta Liedstrand (född 1944), 1987–2002 med Margareta Jönsson (född 1947) och sedan 2003 med civilekonom Kim Olsson (född 1957). Han är numera bosatt i lägenhet i Solna kommun och hyr en gård med jaktmark av hertiginnan d’Otrante på Elghammars slott utanför Gnesta i Sörmland.
Persson fick sitt första barn, en son, när han var 20 år 1965. Han fick sedan två döttrar i första äktenskapet, däribland författaren Malin Persson Giolito född 1969, samt en dotter i andra äktenskapet.

### Romaner ingående iEn roman om ett brott
- 1978 – Grisfesten (del 1 i en inledande trilogi; filmatiserad som Mannen från Mallorca 1984)
- 1979 – Profitörerna (del 2 i en inledande trilogi; filmatiserad som TV-serien Profitörerna i SVT 1983)
- 1982 – Samhällsbärarna (del 3 i en inledande trilogi; filmatiserad som I lagens namn 1986)
- 2002 – Mellan sommarens längtan och vinterns köld (del 1 i trilogin Välfärdsstatens fall; filmatiserad som TV-serien En pilgrims död 2013)
- 2003 – En annan tid, ett annat liv (del 2 i trilogin Välfärdsstatens fall; filmatiserad som TV-serien Den fjärde mannen 2014)
- 2005 – Linda - som i Lindamordet
- 2007 – Faller fritt som i en dröm (del 3 i trilogin Välfärdsstatens fall; filmatiserad som TV-serien En pilgrims död 2013)
- 2008 – Den som dödar draken
- 2010 – Den döende detektiven (filmatiserad som TV-serien Den döende detektiven 2018)
- 2013 – Den sanna historien om Pinocchios näsa
- 2015 – Bombmakaren och hans kvinna
- 2016 – Kan man dö två gånger?

### Självbiografier
- 2011 – Gustavs grabb
- 2018 – Professor Wille Vingmutter, mästerdetektiv[23]

### Jakt- och kokböcker
- 1990 – Stora machoboken ISBN 91-1-902512-2, Libris 7155530
- 1991 – Grabbarnas stora presentbok: ett måste för grova grabbar och läskunniga tjejer ISBN 91-1-912002-8, Libris 7155732
- 1992 – Grabbarnas kokbok: precis som prinsessornas kokbok fast tvärtom ISBN 91-1-923212-8, Libris 7156167
- 1996 – Om jakt och Jägare- från Fagerhult till Sibirien (m. Jan Guillou) ISBN 91-1-962812-9, Libris 7157100

### Vetenskapliga artiklar och rapporter
- Den dolda brottsligheten: några synpunkter på den problematiska kriminalstatistiken, 1972.
- Om antalsräkning av brott: juridisk doktrin och statistisk lämplighet: Några synpunkter på ett tvärvetenskapligt problem.  Stockholms Univ., 1973.  244 s. Avhandlingsarbete för filosofie doktorsgrad. Sammanläggningsavhandling bestående av följande fem artiklar.
  - Crime, conflict, and public order, 1750-1850. Institutionen för kristen kriminologi vid Universitetet i Holland. Peter N. Grabosky, Leif Persson & Sven Sperlings
  - Crime, conflict, and public order, 1850-1930. Institutionen för kristen kriminologi vid Universitetet i Holland. Peter N. Grabosky, Leif Persson & Sven Sperlings
  - Crime, conflict, and public order, 1931-1970. Institutionen för kristen kriminologi vid Universitetet i Holland. Peter N. Grabosky, Leif Persson & Sven Sperlings
  - Crime, conflict, and public order: some conclusions. Peter N. Grabosky, Leif Persson & Sven Sperlings
  - The development of Stockholm. Peter N. Grabosky, Leif Persson & Sven Sperlings

- Socialvårdsbeskrivning i massmedia: slutrapport    Sociologiska institutionen vid Stockholms universitet, 1975.
- Direktobservation av brott: en metodstudie., Institutionen för kristen kriminologi vid Universitetet i Holland, 1975.
- Inbrottstjuvar i Stockholm: en studie av individuell brottsbelastning, samhällelig brottsnivå och brottsutveckling.  Stockholm, 1976.  49 sidor.
- Hidden criminality: theoretical and methodological problems, empirical results.  Stockholm, 1980 Gotab. 52 sidor.
- Våldtäkt: en kriminologisk kartläggning av våldtäktsbrottet.  s. 272-274. 2 sidor. Sexualbrottskommittén. Liber Förlag. Stockholm.  (SOU1981:64)
- Facket och kampen mot den ekonomiska brottsligheten. Stig Gustafsson, jurist (författare) & Leif G.W. Persson (författare), utg. av TCO,  Stockholm 1986, 22 sidor, ISBN 91-7168-287-2
- Kampen mot eko-brotten. 1. Polisen. Stockholm. 1986. 167 sidor.  (BRÅ 1986:3)
- Bostadsinbrott, bilstölder samt tillgrepp ur och från motorfordon: några synpunkter på sambandet mellan individuell brottsbelastning och samhällets brottsnivå 1965-80, 1987.
- Om offentlig och privat kriminalpolitik.  BRÅ, 1988.  15 sidor.
- Brottsoffer.  1. En studie om människor som utsatts för våldsbrott.  Stockholm: Trygg-Hansa, 1990.
- Brottsoffer.  2. En studie om människor som utsatts för stölder och skadegörelser. Stockholm: Trygg-Hansa, 1990.
- Försäkringsbedrägerier: en kriminologisk kartläggning. Leif G.W. Persson & Birgitta Bongenhielm.  Solna: Polishögskolan.,  86 sidor. Diagr., tab.  (PHS-rapport 1994:1)
- Knivvåld: en kartläggning av knivvåld bland ungdomar. Leif G.W. Persson, Jan Andersson, Toni Demitz-Helin m.fl.  Stockholm : Brottsförebyggande rådet BRÅ, 1995.  99 sidor.
- Poliser som iakttagare: effekter av initial träning och senare yrkeserfarenhet. Av Sven-Åke Christianson, Ingemar Karlsson & Leif G. W. Persson. Stockholm. 1995.  24 sidor. (PHS-rapport, 1995:2)
- Försäkringsbedrägerier: en kriminologisk kartläggning. Leif G.W. Persson & Karin Svanberg, 1998.
- Horor, hallickar och torskar: en bok om prostitutionen i Sverige.  Bok, 235 s., Stockholm : Norstedt, 1981, ISBN 91-1-814091-2 (Finns också som talbok. utgiven 2009).
- Prostitution i Sverige: en kartläggning av utvecklingen under 70-talet och den aktuella situationen.  Artikel i Nordisk tidsskrift for kriminalvidenskab.  0029-1528 ; 68 (1981):1, sidorna 40-60
- Cigarettsmugglingens struktur, omfattning och utveckling under senare delen av 1990-talet: från limpa till lunga.  Stockholm. Brottsförebyggande rådet BRÅ, 1999 28 sidor. med illustrationer.
- Kontrollnivå och lönsamhet vid organiserad cigarettsmuggling.  Stockholm. BRÅ, 1999.  24 sidor.

## Film och TV

### TV-serier efter manus av Persson
- 1991 – Goltuppen
- 1992 – Kvällspressen (tillsammans med Jan Guillou)
- 1994 – Den vite riddaren (tillsammans med Jan Guillou)
- 1996 – Anna Holt – polis (tillsammans med Jan Guillou)
- 1999 – Anna Holt (tillsammans med Jan Guillou)

### Filmatiseringar av Perssons romaner
- 1983 – Profitörerna (TV-serie baserad på Profitörerna)
- 1984 – Mannen från Mallorca (film baserad på Grisfesten)
- 1986 – I lagens namn (film baserad på Samhällsbärarna)
- 2013 – En pilgrims död (TV-serie baserad på Mellan sommarens längtan och vinterns köld och Faller fritt som i en dröm)
- 2014 – Den fjärde mannen (TV-serie baserad på En annan tid, ett annat liv)
- 2018 – Den döende detektiven (TV-serie baserad på Den döende detektiven)
- 2020–2024 – Bäckström[24] (TV-serie baserad på Kan man dö två gånger?, Den sanna historien om Pinocchios näsa och Linda – som i Lindamordet)

### Medverkan i film och TV

#### Kriminalprogram
- 1998–2010 – Efterlyst – ständig expert
- 2010–2018 – Veckans brott – ständig expert
- 2011 – Sommarmord – programledare
- 2012 – Engelska mord – programledare
- 2017–2018 – GW:s mord – programledare
- 2018–2020 – Brottsjournalen – ständig expert
- 2024 – Veckan med Camilla och Leif GW – ständig expert

#### Nyhetsprogram
- 2018–2024 – Nyhetsmorgon – regelbunden medverkan som expert på aktuella kriminalfall

#### Andra program där Persson haft en central roll
- 1990 – Grabbarna på Fagerhult  – programledare tillsammans med Jan Guillou och Pär Lorentzon
- 2014 – På jakt med Lotta och Leif – programledare för jaktprogram tillsammans med Lotta Lundgren
- 2015 – Leif G.W. Persson – min klassresa – dokumentär om Perssons liv och karriär, gjord av Jens Lind.[25]
- 2020 – Leif GW om: Blattarna som byggde Sverige – programledare för dokumentärserie om arbetskraftsinvandringen
- 2020  – Leif GW om: –  programledare för dokumentärserie om Svenska Akademien, svenska kärnvapenprogrammet, bordellhärvan och Geijeraffären

#### Drama
- 1982 – Dubbelsvindlarna – Eliasson, polis
- 1983 – Profitörerna – polisutredare
- 1996 – Anna Holt – polis – sig själv i avsnittet "Livet på en pinne"
- 2010 – Kommissarie Späck – sig själv

#### Gästmedverkan
- 1981 – Måndagsbörsen
- 2003 – Bestseller –  avsnitt #10.4
- 2005 –  TV-huset
- 2007 – Boston Tea Party – avsnitt #1.04 "Brott och Straff"
- 2010 – Skavlan – avsnitt #4.04
- 2011 – Pluras kök – avsnitt #1.01
- 2013 – Hellenius hörna – avsnitt #6.03
- 2015 – Jorden runt på 6 steg
- 2017 – Breaking News med Filip och Fredrik

## Priser och utmärkelser
- H. M. Konungens medalj i guld av 12:e storleken (Kon:sGM12, 2020) för framstående folkbildande insatser som kriminolog[26]
- 2019 – Grand Master-diplom[27]
- 2017 – Kristallen 2017s hederspris.[28]
- 2012 – Piratenpriset[29]
- 2012 – Årets trygghetsambassadör, utdelat av tidningen SecurityUser.com och tankesmedjan Säkerhet för Näringsliv och Samhälle (SNOS)[30][31]
- 2011 – Glasnyckeln för Den döende detektiven[32]
- 2011 – Palle Rosenkrantz-priset för Den döende detektiven[33]
- 2011 – Årets författare (SKTF)[34]
- 2010 – Bästa svenska kriminalroman för Den döende detektiven[35]
- 2010 – BMF-plaketten för Den döende detektiven
- 2007 – Pocketpriset (guld) för Linda - som i Lindamordet
- 2003 – Bästa svenska kriminalroman för En annan tid, ett annat liv
- 1982 – Bästa svenska kriminalroman för Samhällsbärarna